# Tetraommatus niger
Tetraommatus niger là một loài bọ cánh cứng trong họ Cerambycidae.